# 2000-es wimbledoni teniszbajnokság
A 2000-es wimbledoni teniszbajnokság az év harmadik Grand Slam-tornája, a wimbledoni teniszbajnokság 114. kiadása volt, amelyet június 26–július 9. között rendeztek meg. A férfiaknál Pete Sampras, nőknél Venus Williams nyert.

## Döntők

### Férfi egyes
Pete Sampras -  Patrick Rafter 6-7(10) 7-6(5) 6-4 6-2

### Női egyes
Venus Williams -  Lindsay Davenport 6-3 7-6(3)

### Férfi páros
Todd Woodbridge /  Mark Woodforde -  Paul Haarhuis /  Sandon Stolle 6-3 6-4 6-1

### Női páros
Serena Williams /  Venus Williams -  Julie Halard-Decugis /  Szugijama Ai 6-3 6-2

### Vegyes páros
Don Johnson /  Kimberly Po -  Lleyton Hewitt /  Kim Clijsters 6-4 7-6(3)

## Juniorok

### Fiú egyéni
Nicolas Mahut –  Mario Ančić, 3–6, 6–3, 7–5

### Lány egyéni
María Emilia Salerni –  Tetyjana Perebijnisz, 6–4, 7–5

### Fiú páros
Dominique Coene /  Kristof Vliegen –  Andrew Banks /  Benjamin Riby, 6–3, 1–6, 6–3

### Lány páros
Ioana Gaspar /  Tetyjana Perebijnisz –  Dája Bedáňová /  María Emilia Salerni, 7–6(2), 6–3